# Bizionia psychrotolerans
Bizionia psychrotolerans ist ein Bakterium. Der Erstfund stammt aus dem Darm einer Seegurke. Die Art ist psychrotolerant, sie toleriert relativ tiefe Temperaturen.

## Erscheinungsbild
Die Zellen sind von Bizionia psychrotolerans stäbchenförmig. Die Art benötigt Sauerstoff, sie ist obligat aerob. Die Zellform ist stäbchenförmig. Der Durchmesser liegt zwischen 0,3 und 0,4 μm, die Länge zwischen 1,3 und 3,0 μm. Die Zellen besitzen keine Flagellen. Eine gleitende Bewegung ("twitching motility") wurde, im Gegensatz zu vielen phylogenetisch verwandten Arten, nicht beobachtet. Nach 10 Tagen Inkubation bei 25 °C auf marinen Agar (MA) bilden sich tiefgelb gefärbte und leicht glänzende Kolonien. Sie sind rund geformt, mit einem Durchmesser zwischen 0,8 und 1,5 mm.

## Stoffwechsel und chemische Merkmale
Der Gram-Test fällt bei Bizionia psychrotolerans negativ aus. Dies ist für Arten der Abteilung Bacteroidetes typisch. Das Bakterium produziert kein Schwefelwasserstoff (H2S). Es spaltet (hydrolysiert) Aesculin, Casein, Gelatine, Tyrosin und Tween 20, 40, 60, und 80.
Der Oxidase-Test verläuft positiv. Negativ hingegen verlaufen die Tests auf Katalase und Urease.
Bizionia psychrotolerans zeigt Wachstum bei Temperaturen zwischen 4 und 30 °C, das Optimum liegt bei 25 °C. Man spricht bei solchen relativ tiefen Wachstumstemperaturen von psychrotoleranten Bakterien. Darauf weist auch der Artname B. psychroloterans hin. Das Wachstum bei niedrigen Temperaturen ist ein allgemeines Merkmal der Gattung Bizionia. So zeigt die Art Bizionia hallyeonensis noch Wachstum bei Temperaturen zwischen 4 °C, die Art Bizionia algoritergicola wächst sogar noch bei −2 °C.
Das dominierende Chinon ist Menachinon-6, wie es auch bei den anderen Arten der Gattung Bizionia der Fall ist.
Es folgt eine Liste mit einigen Merkmalen von Bizionia psychrotolerans im Vergleich mit den nah verwandten Arten B. echini und B. hallyeonensis:
|                                    | Bizionia psychrotolerans | B. echini               | B. hallyeonensis     |
| ---------------------------------- | ------------------------ | ----------------------- | -------------------- |
| Zellgöße (Länge × Breite)          | 0,3–0,4 μm × 1,3–3,0 μm  | 0,4–0,5 μm × 1,4–3,5 μm | 0,3–0,5 × 0,8–4,5 μm |
| Wachstumstemperatur in °C          | 4–30                     | 4–39                    | 4-35                 |
| Tolerierter Salzgehalt (NaCl) in % | 2,0–6,0                  | 1-8                     | 0-9                  |
| Optimaler Salzgehalt in %          | 2,0                      | 2–3                     | 2,0                  |
| Hydrolyse von Aesculin             | +                        | +                       | -                    |
| Hydrolyse von Tween-80             | +                        | +                       | +                    |
| Nutzung von Glucose                | +                        | +                       | -                    |
| Nutzung von Citrat                 | -                        | +                       | -                    |
| GC-Gehalt der DNA in Mol %         | 33                       | 34                      | 37,1                 |

Legende:
+; Test verläuft positiv, -; Test verläuft negativ

## Systematik
Die Art Bizionia psychrotolerans wurde von Eun-Ji Song und Mitarbeiter im Jahre 2015 beschrieben. Sie zählt zu der Familie der Flavobacteriaceae, welche zu der Klasse der Bacteroidetes gestellt wird.

## Etymologie
Der Gattungsname Bizionia wurde zu Ehren des italienischen Naturwissenschaftler Bartolomeo Bizio gewählt. Der Artname B. psychrotolerans bezieht sich auf die Eigenschaft des Bakteriums relativ tiefe Temperaturen zu tolerieren, es ist psychrotolerant.